# Художественная гимнастика на Играх стран СНГ 2023
На соревнованиях по художественной гимнастике на играх стран СНГ 2023, которые проходили в столице Беларуси, в городе Минск, разыгрывалось 9 комплектов медалей — в индивидуальном и групповом многоборье, в отдельных видах и командном первенстве.
Соревнования проходили в РЦОП по гимнастике художественной 4, 5 и 6 августа.

## Календарь
| Дата      | Время | Соревнования                                        |
| --------- | ----- | --------------------------------------------------- |
| 4 августа | 14:40 | Финал группового многоборья                         |
| 4 августа | 15:10 | Финал индивидуального многоборья                    |
| 5 августа | 14:00 | Финал группового многоборья                         |
| 5 августа | 14:30 | Финал индивидуального многоборья                    |
| 6 августа | 14:00 | Финалы в отдельных видах группового многоборья      |
| 6 августа | 15:00 | Финалы в отдельных видах индивидуального многоборья |

## Медальный зачёт
*   Принимающая страна (Беларусь)
| Место          | Страна         | Золото | Серебро | Бронза | Всего |
| -------------- | -------------- | ------ | ------- | ------ | ----- |
| 1              | Россия         | 6      | 5       | 2      | 13    |
| 2              | Беларусь*      | 3      | 4       | 3      | 10    |
| 3              | Азербайджан    | 0      | 0       | 3      | 3     |
| 4              | Казахстан      | 0      | 0       | 1      | 1     |
| Всего стран: 4 | Всего стран: 4 | 9      | 9       | 9      | 27    |

## Медалисты
| Событие                             | Золото          | Серебро         | Бронза             |
| ----------------------------------- | --------------- | --------------- | ------------------ |
| Командный зачёт                     |                 |                 |                    |
| Командное первенство                | Россия          | Беларусь        | Казахстан          |
| Финалы в индивидуальных упражнениях |                 |                 |                    |
| Многоборье                          | Лала Крамаренко | Алина Горносько | Анна Попова        |
| Обруч                               | Арина Аверина   | Лала Крамаренко | Алина Горносько    |
| Мяч                                 | Алина Горносько | Лала Крамаренко | Елизавета Зорькина |
| Булавы                              | Лала Крамаренко | Алина Горносько | Анна Попова        |
| Лента                               | Лала Крамаренко | Анна Попова     | Алина Горносько    |
| Финалы в групповых упражнениях      |                 |                 |                    |
| Многоборье                          | Беларусь        | Россия          | Азербайджан        |
| 5 мячей                             | Беларусь        | Россия          | Азербайджан        |
| 5 скакалок                          | Россия          | Беларусь        | Азербайджан        |